# Жіноча збірна України з гандболу
Жіноча Національна збірна команда України з гандболу створена 1991 року й бере участь у міжнародних командних змаганнях з гандболу. Нею керує Федерація гандболу України.
За часів Радянського Союзу, починаючи з 1970-х років, в жіночій збірній СРСР переважну більшість гравців становили спортсменки з України. Золоті медалі Олімпійських Ігор 1976 та 1980, а також бронзові медалі Олімпіади 1988 та Олімпіади 1992 завойовували, в основному, українські гандболістки.
На Олімпіаді 2004 року в Афінах жіноча збірна України завоювала бронзові нагороди.

## Результати

### Літні Олімпійські ігри
| Рік                  | Місце              | І                  | В                  | Н                  | П                  | ГЗ                 | ГП                 | +/-                |
| -------------------- | ------------------ | ------------------ | ------------------ | ------------------ | ------------------ | ------------------ | ------------------ | ------------------ |
| 1996 США             | Не кваліфікувалися | Не кваліфікувалися | Не кваліфікувалися | Не кваліфікувалися | Не кваліфікувалися | Не кваліфікувалися | Не кваліфікувалися | Не кваліфікувалися |
| 2000 Австралія       | Не кваліфікувалися | Не кваліфікувалися | Не кваліфікувалися | Не кваліфікувалися | Не кваліфікувалися | Не кваліфікувалися | Не кваліфікувалися | Не кваліфікувалися |
| 2004 Греція          | 3-тє               | 7                  | 6                  | 0                  | 1                  | 165                | 152                | +13                |
| 2008 Китай           | Не кваліфікувалися | Не кваліфікувалися | Не кваліфікувалися | Не кваліфікувалися | Не кваліфікувалися | Не кваліфікувалися | Не кваліфікувалися | Не кваліфікувалися |
| 2012 Велика Британія | Не кваліфікувалися | Не кваліфікувалися | Не кваліфікувалися | Не кваліфікувалися | Не кваліфікувалися | Не кваліфікувалися | Не кваліфікувалися | Не кваліфікувалися |
| 2016 Бразилія        | Не кваліфікувалися | Не кваліфікувалися | Не кваліфікувалися | Не кваліфікувалися | Не кваліфікувалися | Не кваліфікувалися | Не кваліфікувалися | Не кваліфікувалися |

- Склад на Літніх Олімпійських іграх 2004: Анастасія Бородіна, Наталія Борисенко, Ганна Бурмістрова, Ірина Гончарова, Наталія Ляпіна, Галина Маркушевська, Олена Радченко, Оксана Райхель, Людмила Шевченко, Тетяна Шинкаренко, Ганна Сюкало, Олена Цигиця, Марина Вергелюк, Олена Яценко, Лариса Заспа.

### Чемпіонати світу
| Рік                            | Місце              | І                  | В                  | Н                  | П                  | ГЗ                 | ГП                 | +/-                |
| ------------------------------ | ------------------ | ------------------ | ------------------ | ------------------ | ------------------ | ------------------ | ------------------ | ------------------ |
| Австрія / Угорщина 1995        | 9-те               | 8                  | 5                  | 0                  | 3                  | 203                | 184                | +19                |
| Німеччина 1997                 | Не кваліфікувалися | Не кваліфікувалися | Не кваліфікувалися | Не кваліфікувалися | Не кваліфікувалися | Не кваліфікувалися | Не кваліфікувалися | Не кваліфікувалися |
| Данія / Норвегія 1999          | 13-те              | 6                  | 3                  | 0                  | 3                  | 157                | 139                | +24                |
| Італія 2001                    | 18-те              | 5                  | 1                  | 0                  | 4                  | 120                | 145                | -25                |
| Хорватія 2003                  | 4-те               | 10                 | 6                  | 1                  | 3                  | 287                | 248                | +39                |
| Росія 2005                     | 10-те              | 8                  | 3                  | 2                  | 3                  | 242                | 216                | +26                |
| Франція 2007                   | 13-те              | 6                  | 4                  | 0                  | 2                  | 175                | 144                | +31                |
| Китай 2009                     | 17-те              | 8                  | 4                  | 0                  | 4                  | 284                | 235                | +49                |
| Бразилія 2011                  | Не кваліфікувалися | Не кваліфікувалися | Не кваліфікувалися | Не кваліфікувалися | Не кваліфікувалися | Не кваліфікувалися | Не кваліфікувалися | Не кваліфікувалися |
| Сербія 2013                    | Не кваліфікувалися | Не кваліфікувалися | Не кваліфікувалися | Не кваліфікувалися | Не кваліфікувалися | Не кваліфікувалися | Не кваліфікувалися | Не кваліфікувалися |
| Данія 2015                     | Не кваліфікувалися | Не кваліфікувалися | Не кваліфікувалися | Не кваліфікувалися | Не кваліфікувалися | Не кваліфікувалися | Не кваліфікувалися | Не кваліфікувалися |
| Німеччина 2017                 | Не кваліфікувалися | Не кваліфікувалися | Не кваліфікувалися | Не кваліфікувалися | Не кваліфікувалися | Не кваліфікувалися | Не кваліфікувалися | Не кваліфікувалися |
| Японія 2019                    | Не кваліфікувалися | Не кваліфікувалися | Не кваліфікувалися | Не кваліфікувалися | Не кваліфікувалися | Не кваліфікувалися | Не кваліфікувалися | Не кваліфікувалися |
| Іспанія 2021                   | Не кваліфікувалися | Не кваліфікувалися | Не кваліфікувалися | Не кваліфікувалися | Не кваліфікувалися | Не кваліфікувалися | Не кваліфікувалися | Не кваліфікувалися |
| Норвегія / Швеція / Данія 2023 | 23-те              | 6                  | 1                  | 0                  | 5                  | 141                | 186                | -45                |
| Німеччина / Нідерланди 2025    |                    |                    |                    |                    |                    |                    |                    |                    |
| Загалом                        | 8/17               | 57                 | 26                 | 3                  | 27                 | 1609               | 1497               | +118               |

- Наталія Дерепаско стала найкращим бомбардиром на ЧС-1995[1]
- Олена Цигиця була обрана на позицію лівої півсередньої у команду всіх зірок ЧС-2003

### Чемпіонати Європи
| Рік                                             | Місце              | І                  | В                  | Н                  | П                  | ГЗ                 | ГП                 | +/-                |
| ----------------------------------------------- | ------------------ | ------------------ | ------------------ | ------------------ | ------------------ | ------------------ | ------------------ | ------------------ |
| Німеччина 1994                                  | 11-те              | 6                  | 2                  | 0                  | 4                  | 126                | 135                | -9                 |
| Данія 1996                                      | 9-те               | 6                  | 2                  | 0                  | 4                  | 141                | 144                | -3                 |
| Нідерланди 1998                                 | 7-е                | 6                  | 3                  | 0                  | 3                  | 163                | 148                | +15                |
| Румунія 2000                                    | 2-ге               | 7                  | 3                  | 3                  | 1                  | 188                | 176                | +12                |
| Данія 2002                                      | 12-те              | 6                  | 1                  | 0                  | 5                  | 132                | 167                | -35                |
| Угорщина 2004                                   | 6-те               | 7                  | 4                  | 0                  | 3                  | 174                | 171                | +3                 |
| Швеція 2006                                     | 13-те              | 3                  | 0                  | 0                  | 3                  | 73                 | 86                 | -13                |
| Македонія 2008                                  | 10-те              | 6                  | 2                  | 1                  | 3                  | 178                | 162                | +16                |
| Данія / Норвегія 2010                           | 12-те              | 6                  | 1                  | 0                  | 5                  | 134                | 170                | -36                |
| Сербія 2012                                     | 14-те              | 3                  | 0                  | 0                  | 3                  | 62                 | 68                 | -6                 |
| Угорщина / Хорватія 2014                        | 16-те              | 3                  | 0                  | 0                  | 3                  | 68                 | 89                 | -21                |
| Швеція 2016                                     | Не кваліфікувалися | Не кваліфікувалися | Не кваліфікувалися | Не кваліфікувалися | Не кваліфікувалися | Не кваліфікувалися | Не кваліфікувалися | Не кваліфікувалися |
| Франція 2018                                    | Не кваліфікувалися | Не кваліфікувалися | Не кваліфікувалися | Не кваліфікувалися | Не кваліфікувалися | Не кваліфікувалися | Не кваліфікувалися | Не кваліфікувалися |
| Данія 2020                                      | Не кваліфікувалися | Не кваліфікувалися | Не кваліфікувалися | Не кваліфікувалися | Не кваліфікувалися | Не кваліфікувалися | Не кваліфікувалися | Не кваліфікувалися |
| Словенія / Чорногорія / Північна Македонія 2022 | Не кваліфікувалися | Не кваліфікувалися | Не кваліфікувалися | Не кваліфікувалися | Не кваліфікувалися | Не кваліфікувалися | Не кваліфікувалися | Не кваліфікувалися |
| Австрія / Угорщина / Швейцарія 2024             |                    |                    |                    |                    |                    |                    |                    |                    |
| Загалом                                         | 11/13              | 59                 | 18                 | 4                  | 37                 | 1439               | 1516               | -77                |

- Олена Радченко була обрана на позицію лівої півсередньої у команду всіх зірок ЧЄ-2004

### Інші турніри
- Карпатський трофей 1992: 2-ге
- Карпатський трофей 1995: 3-тє
- Карпатський трофей 2000: 2-ге
- Карпатський трофей 2002: Переможці
- Кубок світу 2006: 4-те
- Карпатський трофей 2008: 2-ге
- Карпатський трофей 2010: 3-тє
- Карпатський трофей 2012: 3-тє

## Всі тренери збірної
Дані про тренерів станом на 24 квітня 2022 року.
| Тренер            | Ігри | Перемоги | Нічиї | Поразки |
| ----------------- | ---- | -------- | ----- | ------- |
| Леонід Ратнер     | 103  | 54       | 4     | 45      |
| Леонід Євтушенко  | 69   | 32       | 10    | 27      |
| Ігор Турчин       | 6    | 5        | 0     | 1       |
| Зінаїда Турчина   | 6    | 2        | 0     | 4       |
| Борис Петровський | 8    | 2        | 0     | 6       |
| Борис Чижов       | 17   | 8        | 1     | 8       |
| Віталій Андронов  | 4    | 1        | 0     | 3       |
| Наталія Ляпіна    | 2    | 0        | 0     | 2       |

| Тренер              | Період роботи         |
| ------------------- | --------------------- |
| Ігор Турчин         | 1993                  |
| Зінаїда Турчина     | 1994                  |
| Леонід Ратнер       | 1995—1997             |
| Леонід Євтушенко    | 1997—2001             |
| Леонід Ратнер       | 2002—2007             |
| Леонід Євтушенко    | 2008—2011             |
| Леонід Ратнер       | 2011—2015             |
| Борис Петровський   | 2015—2016             |
| Борис Чижов         | 2016 — 2018           |
| Наталія Ляпіна      | 2019                  |
| Борис Чижов         | 03.2021 — 04.2021     |
| Віталій Андронов    | 06.2021 — 23.02.2024. |
| Борис Чижов (в. о.) | 02.2024 — т.ч.        |

## Статистика

### Рекорди
| Показник                             | Рекорд | Рахунок матчу | Суперник          | Дата                                      |
| Найбільша перемога                   | +33    | 40:7          | Австралія         | 9 грудня 2009 року                        |
| Найбільша поразка                    | -22    | 21:43         | Німеччина         | 4 квітня 2024 року                        |
| Найбільша результативність в матчі   | 43     | 43:17         | Парагвай          | 12 квітня 2007 року                       |
| Найменша результативність в матчі    | 13     | 13:25         | Нідерланди        | 12 липня 2010 року                        |
| Найбільша кількість пропущених голів | 40     | 21:43         | Німеччина         | 4 квітня 2024 року                        |
| Найменша кількість пропущених голів  | 7      | 40:7          | Австралія         | 9 грудня 2009 року                        |
| Найбільша кількість голів у матчі    | 72     | 32:40 / 32:40 | Росія / Румунія   | 12 жовтня 2006 року / 12 жовтня 2008 року |
| Найменша кількість голів у матчі     | 33     | 16:17 / 18:15 | Хорватія / Польща | 12 червня 1995 року / 3 вересня 1996 року |

## Поточний склад
На світову першість не поїхали п'ятеро гандболісток основного складу: Ірина Глібко, Діана Дмитришин, Дар'я Кот і Євгенія Левченко. Троє — отримали травми, а Кот — через вагітність.
Склад команди на чемпіонат світу 2023 року:
| №  | Ім'я                  | Позиція          | Дата народження   | Зріст  | Матчі | Голи | Клуб                |
| -- | --------------------- | ---------------- | ----------------- | ------ | ----- | ---- | ------------------- |
| 1  | Юдіт Балог            | Воротар          | 7 серпня 1995     | 178 см |       |      | «Вашаш»             |
| 12 | Марія Гладун          | Воротар          | 22 вересня 1996   | 184 см |       |      | «Локомотива»        |
| 16 | Вікторія Салтанюк     | Воротар          | 8 жовтня 2000     | 179 см |       |      | «Галичанка» (Львів) |
| 7  | Мар'яна Маркевич      | Розігруюча       | 5 січня 1998      | 167 см |       |      | «Галичанка» (Львів) |
| 8  | Каріна Соскида        | Ліва півсередня  | 9 жовтня 2005     | 170 см |       |      | «Ювента»            |
| 9  | Юлія Андрійчук        | Ліва півсередня  | 17 травня 1992    |        |       |      | «Міовень»           |
| 10 | Ірина Прокоп'як       | Лінійна          | 11 червня 2003    | 176 см |       |      | «Галичанка» (Львів) |
| 14 | Тетяна Поляк          | Ліва півсередня  | 27 липня 1999     | 176 см |       |      | «Галичанка» (Львів) |
| 5  | Анастасія Мелекесцева | Лінійна          | 23 травня 1998    | 171 см |       |      | «Кобежице»          |
| 17 | Андріяна Науменко     | Лінійна          | 12 грудня 1998    |        |       |      | «Залеу»             |
| 18 | Євгенія Когуч         | Права півсередня | 5 серпня 2003     |        |       |      | «Ювента»            |
| 19 | Тамара Смбатян        | Розігруюча       | 19 березня 1995   |        |       |      | «Альба Фехервар»    |
| 21 | Олеся Дяченко         | Ліва крайня      | 2 березня 2003    |        |       |      | «Галичанка» (Львів) |
| 22 | Катерина Козак        | Права крайня     | 6 грудня 2002     |        |       |      | «Галичанка» (Львів) |
| 28 | Марина Коновалова     | Ліва крайня      | 19 листопада 1996 | 172 см |       |      | «Галичанка» (Львів) |
| 32 | Мілана Шукаль         | Права крайня     | 16 серпня 2001    |        |       |      | «Галичанка» (Львів) |
| 33 | Ірина Компанієць ()   | Ліва півсередня  | 21 листопада 1993 |        |       |      | «Ювента»            |
| 34 | Каріна Колодюк        | Лінійна          | 19 квітня 2001    |        |       |      | «Карпати» (Ужгород) |

- Головний тренер — Віталій Андронов
- Тренери — Оксана Площинська, Ольга Передерій
- Лікар — Ростислав Козакевич

## Минулі склади
1994 Чемпіонат Європи (11-те місце)
Тетяна Ворожцова, Світлана Морозова, Ірина Самозванова, Наталія Дерепаско, Інна Долгунь, Ольга Зубарева, Людмила Компанієць, Лариса Кузьменко, Світлана Лелюк, Олена Путря, Олена Радченко, Олена Розборська, Лілія Рибалка, Оксана Сакада, Тетяна Драбінко, Майя Федорова.
1995 Чемпіонат світу (9-те місце)
Світлана Морозова, Олена Галкіна, Ганна Криворучко, Тетяна Драбінко, Лариса Кузьменко, Тетяна Новикова, Світлана Лелюк, Наталія Дерепаско, Олена Радченко, Наталія Мартиненко, Олена Путря, Олена Розборська, Ірина Короткевич, Вікторія Сахно, Тетяна Переверзєва, Оксана Павлик.
1996 Чемпіонат Європи (9-те місце)
Світлана Морозова, Наталія Мартиненко, Лариса Кузьменко, Ірина Магріпова, Олена Яценко, Тетяна Новикова, Олена Розборська, Наталія Дерепаско, Марина Вергелюк, Тетяна Салогуб, Лілія Столпакова, Ганна Криворучко, Інна Долгунь, Наталія Даценко, Лариса Заспа
1998 Чемпіонат Європи (7-ме місце)
Тетяна Ворожцова, Наталія Митрюк, Наталя Сень, Марина Вергелюк, Наталія Даценко, Наталія Дерепаско, Валентина Іванько, Майя Карбунар, Лариса Ковальова, Галина Маркушевська, Тетяна Новикова, Оксана Сакада, Лариса Харланюк, Вікторія Хачатрян, Олена Цигиця, Олена Яценко
1999 Чемпіонат світу (13-те місце)
Наталя Сень, Тетяна Ворожцова, Наталія Дерепаско, Марина Вергелюк, Олена Яценко, Ганна Сюкало, Оксана Райхель, Тетяна Салогуб, Галина Маркушевська, Оксана Сакада, Віта Маркова, Наталія Мартиненко, Лариса Ковальова, Ірина Гончарова
2000 Чемпіонат Європи (2-ге місце)
Наталія Борисенко, Марина Вергелюк, Тетяна Ворожцова, Ірина Гончарова, Галина Маркушевська, Ольга Попович, Олена Радченко, Олена Резнір, Тетяна Салогуб, Лілія Столпакова, Ганна Сюкало, Лариса Харланюк, Олена Цигиця, Тетяна Яресько, Олена Яценко
2001 Чемпіонат світу (18-те місце)
Наталія Борисенко, Тетяна Ворожцова, Ірина Гончарова, Анастасія Бородіна, Віта Маркова, Галина Маркушевська, Олена Радченко, Оксана Райхель, Олена Резнір, Лілія Столпакова, Ганна Сюкало, Тетяна Шинкаренко, Лариса Харланюк, Олена Яценко
2002 Чемпіонат Європи (12-те місце)
Наталія Борисенко, Ірина Гончарова, Світлана Морозова, Марина Вергелюк, Наталія Горова, Наталія Котенко, Віта Луткова, Наталія Мартиненко, Тетяна Нікітенко, Оксана Райхель, Олена Резнір, Лілія Столпакова, Оксана Сакада, Ганна Сюкало, Лариса Харланюк, Олена Яценко
2003 Чемпіонат світу (4-те місце)
Лариса Заспа, Наталія Борисенко, Ірина Гончарова, Ірина Чернова, Наталія Ляпіна (Даценко), Оксана Сакада, Катерина Рибіна, Марина Вергелюк, Олена Яценко, Ганна Сюкало, Олена Радченко, Яна Григолюнас, Анастасія Бородіна, Ірина Шуцька, Олена Цигиця, Оксана Райхель
2004 Чемпіонат Європи (6-те місце)
Лариса Заспа, Наталія Борисенко, Марія Макаренко, Олена Резнір, Олена Радченко, Наталія Ляпіна, Ірина Шуцька, Тетяна Шинкаренко, Ганна Сюкало, Ганна Бурмістрова, Людмила Шевченко, Анастасія Бородіна, Анастасія Сокол, Катерина Валюшек, Марія Боклащук, Вікторія Мухіна
2005 Чемпіонат світу (10-те місце)
Тетяна Ворожцова, Марія Макаренко, Вікторія Тимошенкова, Оксана Сакада, Марина Вергелюк, Олена Яценко, Ганна Сюкало, Олена Радченко, Регіна Шимкуте, Ірина Шибанова, Олена Резнір, Наталія Ляпіна, Марія Боклащук, Анастасія Підпалова (Бородіна), Тетяна Шинкаренко, Ірина Шуцька
2006 Чемпіонат Європи (13-те місце)
Марія Макаренко, Вікторія Тимошенкова, Олена Цигиця, Оксана Сакада, Марина Вергелюк, Ірина Шуцька, Оксана Райхель, Олена Радченко, Олена Резнір, Регіна Шимкуте, Наталія Ляпіна, Марія Боклащук, Олена Яценко, Ірина Шибанова, Ольга Лаюк.
2007 Чемпіонат світу (13-те місце)
Тетяна Ворожцова, Марія Макаренко, Вікторія Тимошенкова, Оксана Сакада, Марія Боклащук, Олена Яценко, Вікторія Борщенко, Олена Радченко, Олена Цигиця, Ірина Шибанова, Олена Резнір, Юлія Манагарова, Наталія Ляпіна, Юлія Снопова, Вікторія Цибуленко, Ірина Шуцька.
2008 Чемпіонат Європи (10-те місце)
Ірина Гончарова, Вікторія Тимошенкова, Тетяна Чухно, Ольга Лаюк, Анастасія Підпалова, Ірина Шеєнко, Яна Баткова, Вікторія Борщенко, Регіна Шимкуте, Юлія Манагарова, Лілія Горільська, Наталія Скузняк, Анастасія Сокіл, Марія Боклащук, Марина Вергелюк, Ольга Ніколаєнко.
2009 Чемпіонат світу (17-те місце)
Наталія Висоцька, Ірина Гончарова, Вікторія Тимошенкова, Тетяна Чухно, Марія Боклащук, Вікторія Борщенко, Лілія Горільська, Наталія Ляпіна, Юлія Манагарова, Ольга Ніколаєнко, Анастасія Підпалова, Тетяна Сапроненко, Анастасія Сокіл, Вікторія Цибуленко, Алла Шейко, Вікторія Шклярук.
2010 Чемпіонат Європи (12-те місце)
Наталія Пархоменко, Ірина Гончарова, Марина Власенко, Вікторія Борщенко, Яна Баткова, Юлія Манагарова, Ольга Ващук, Валерія Зоря, Ірина Шеєнко, Анастасія Підпалова, Лілія Горільська, Ольга Ніколаєнко, Ольга Лаюк, Регіна Шимкуте, Наталія Туркало, Юлія Бахірєва.
2012 Чемпіонат Європи (14-те місце)
Наталія Пархоменко, Марина Власенко, Вікторія Тимошенкова, Юлія Манагарова, Вікторія Борщенко, Наталія Туркало, Ірина Глібко, Вікторія Цибуленко, Анастасія Підпалова, Ольга Ніколаєнко, Ольга Лаюк, Ольга Ващук, Анна Редька, Ірина Стельмах, Ірина Шеєнко, Ярослава Бурлаченко.
2014 Чемпіонат Європи (16-те місце)
Наталія Пархоменко, Єлизавета Гілязетдінова, Вікторія Тимошенкова, Ольга Лаюк, Юлія Андрійчук, Анастасія Підпалова, Ірина Шеєнко, Вікторія Борщенко, Ольга Ніколаєнко, Олена Уманець, Валерія Зоря, Анна Редька, Ірина Глібко, Ірина Стельмах, Наталія Воловник, Ольга Передерій, Тамара Смбатян.

## Капітанки
Вікторія Борщенко, Тетяна Ворожцова, Ірина Глібко, Наталія Дерепаско, Лариса Заспа, Ольга Зубарева, Лариса Кузьменко (Ковальова), Світлана Лелюк, Наталія Ляпіна, Ольга Передерій, Анастасія Підпалова, Леся Смолінг, Вікторія Хачатрян.